# Hypostomus tapijara
Hypostomus tapijara är en fiskart som beskrevs av Oyakawa, Akama och Angela M. Zanata 2005. Hypostomus tapijara ingår i släktet Hypostomus och familjen Loricariidae. Inga underarter finns listade i Catalogue of Life.